# Brevicera aenigmatica
Brevicera aenigmatica är en tvåvingeart som först beskrevs av Alexander 1926.  Brevicera aenigmatica ingår i släktet Brevicera och familjen storharkrankar. Inga underarter finns listade i Catalogue of Life.